# Nuctenea cedrorum
Nuctenea cedrorum is een spinnensoort uit de familie wielwebspinnen. Deze soort is endemisch in Algerije.